# Christoph Soldan

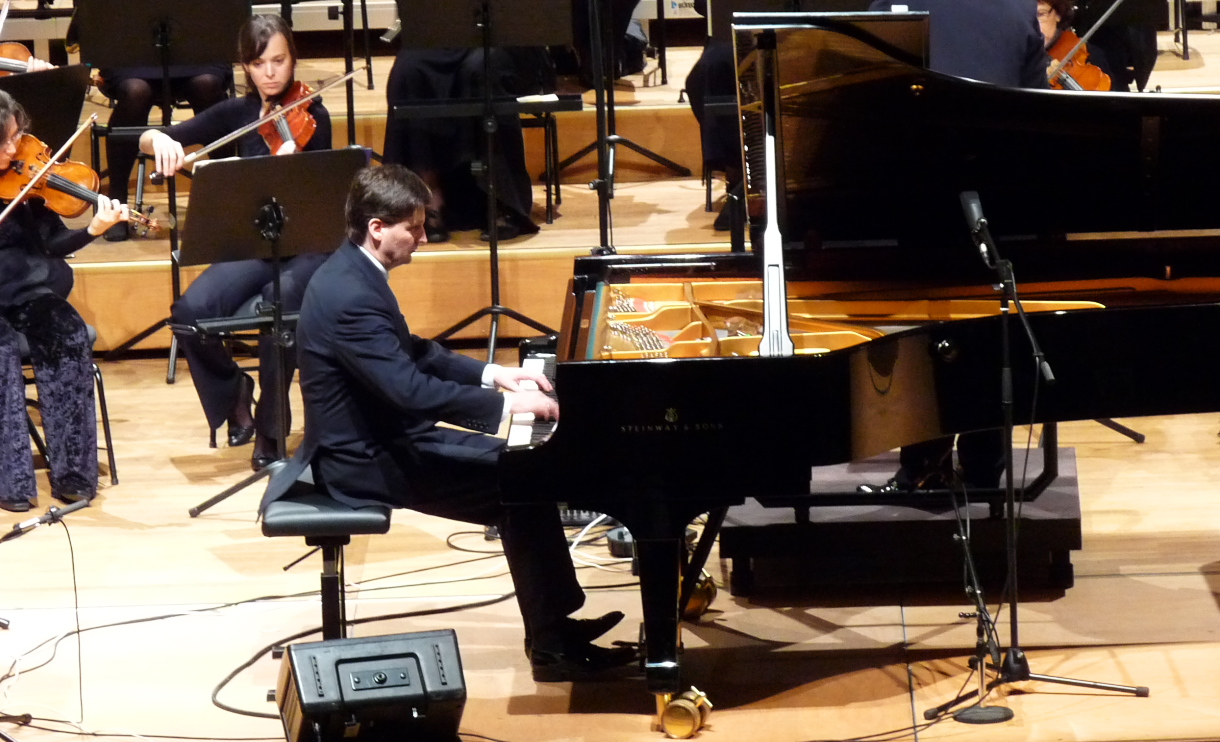
Christoph Soldan und die Baden-Badener Philharmonie

Christoph Soldan (* 25. August 1964 in Frankfurt am Main) ist ein deutscher Pianist und Dirigent.

## Leben
Christoph Soldans musikalische Begabung fiel im Alter von 5 Jahren auf. Nach ersten Anleitungen durch den Vater erhielt er Klavierunterricht, später Orgelunterricht sowie Unterweisungen in Harmonielehre und Tonsatz. Nach der Teilnahme an verschiedenen Jugendmusikwettbewerben auf beiden Instrumenten und ersten öffentlichen Auftritten begann er ein Klavierstudium bei der Klavierpädagogin Eliza Hansen, das er an der Hamburger Musikhochschule abschloss. Großen Einfluss hatte Christoph Eschenbach, der ihn unterrichtete. Durch ein kurzfristiges Einspringen nahm er 1989 an einer Tournee mit Leonard Bernstein nach London und Moskau teil.
1994 übersiedelte er in das Hohenloher Land und gründete dort ein Kammermusikfestival. Seit 1996 spielte er die Klavierkonzerte Mozarts auf CD mit dem slowakischen Kammerorchester Cappella Istropolitana und der Schlesischen Kammerphilharmonie ein.
1998 trat er in Salzburg auf und konzertierte in der Berliner Philharmonie, 1999 im Gewandhaus Leipzig und 2001 beim Prager Frühling. Er unternahm Konzertreisen nach Mexiko und Japan. Seit dem Jahr 2000 ist er zusammen mit Peter Härtling auf Lesekonzerten zu sehen. Seit 2007 übt er auch die Tätigkeit als Dirigent aus. 2001 heiratete er die Tänzerin und Choreographin Stefanie Goes, mit der er gemeinsame Bühnenstücke für Tanz und Klavier entwickelte. 2007 gründete er ein eigenes Theater in Dörzbach an der Jagst. Er ist künstlerischer Leiter verschiedener Konzertreihen innerhalb Deutschlands, beispielsweise der „Schubertiade Schloss Eyb“ in Dörzbach (Hohenlohe) und der „Meisterkonzerte in Bacharach“.

## Repertoire
Soldans Repertoire reicht vom Barock bis in die Moderne. Daneben existieren solistische Aufnahmen mit Werken Bergs, Ravels, Schumanns, Chopins, Schuberts und Beethovens.

## Aufnahmen (Auswahl)
- Mozart und das Klavier, 1997, Ami
- Mozart und das Klavier Vol. 2, 1998, Ami
- Letzte Sonaten, Cosmus, 1999
- Wolfgang Amadeus Mozart: Klavierkonzerte I – Nos. 17 & 23, K&K Verlagsanstalt, 2002
- Wolfgang Amadeus Mozart: Klavierkonzerte II – Nos. 21 & 26, K&K Verlagsanstalt, 2003
- Klavierkonzerte von Wolfgang Amadeus Mozart & Helmut Schmidinger, K&K Verlagsanstalt, 2015